# Vlag van Reuss
Het Huis Reuss bestuurde een aantal staatjes in het huidige Thüringen.
Reuss Oudere Linie bestond tussen 1768 en 1919; Reuss Jongere Linie tussen 1848 en 1919. Beide gebieden verloren in 1871 hun onafhankelijkheid: zij gingen deel uitmaken van het Duitse Keizerrijk. In 1919 verloor het vorstenhuis zijn gebieden: beide gebieden werden verenigd in de republiek Volksstaat Reuss, die in 1920 opging in Thüringen.
De drie entiteiten, Reuss Oudere Linie, Reuss Jongere Linie en de Volksstaat Reuss, maakten alle drie gebruik van een zwart-rood-gele vlag (evenals de huidige vlag van Duitsland). De vlag van Reuss Jongere Linie bestond uit verticale banen (ratio 1:1); die van Reuss Oudere Linie en de Volksstaat uit verticale banen (met ratio's van respectievelijk 1:1 en 2:3).
| Vexillologisch symbool voor een buiten gebruik gestelde vlag | Vexillologisch symbool voor een buiten gebruik gestelde vlag | Vexillologisch symbool voor een buiten gebruik gestelde vlag |

Rijksstad Aken · Anhalt · Baden · Bataafse Republiek · Koninkrijk der Beide Siciliën · Koninkrijk Beieren · Groothertogdom Berg · Hertogdom Bourgondië · Brunswijk · Cornwall · Koninkrijk Dalmatië · Vrije Stad Danzig · Duitse Democratische Republiek · Duitse Rijk · Deutschösterreich · Engelse Gemenebest · Koninkrijk Etrurië · Vrijstaat Fiume · Republiek Gumuljina · Koninkrijk Hannover · Hanze · Heilige Roomse Rijk · Herceg-Bosna · Hessen-Darmstadt · Hessen-Kassel · Hessen-Homburg · Volksstaat Hessen · Idel-Oeral Staat · Joegoslavië · Kerkelijke Staat · Koeban · Koerland · Republiek Krakau · Lucca · Prinsbisdom Luik · Luikse Republiek · Mecklenburg-Schwerin · Mecklenburg-Strelitz · Memelland · Midden-Litouwen · Nazi-Duitsland · Neutraal Moresnet · Occitanië · Oldenburg · Oost-Roemelië · Oostenrijk-Hongarije · Ottomaanse Rijk · Parthenopeïsche Republiek · Pommeren · Pruisen · Republiek Ragusa · Reuss jongere linie · Reuss oudere linie · Volksstaat Reuss · Rijnprovincie · Protectoraat Saarland · Saksen · Saksen-Altenburg · Saksen-Coburg en Gotha · Saksen-Hildburghausen · Saksen-Meiningen · Savoie · Servië en Montenegro · Sovjet-Unie · Transkaukasische Socialistische Federatieve Sovjetrepubliek · Tsjecho-Slowakije · Unie van Kalmar · Republiek Venetië · Waldeck-Pyrmont · Westfalen · Weimarrepubliek · Württemberg ·  Republiek der Zeven Verenigde Nederlanden (1572-1795) · Republiek der Zeven Verenigde Nederlanden (1650-1795)